# 트롯 전국체전
트롯 전국체전(트롯全國體戰, Trot National Sports Festival) 은 KBS 2TV에서 방송되었던 트로트 경연 오디션 프로그램이다.

## 방송 시간
| 방송 채널 | 방송 기간                                | 방송 시간 | 방송 시간                    | 비고      |
| --------- | ---------------------------------------- | --------- | ---------------------------- | --------- |
| KBS 2TV   | 2020년 12월 5일                          | 1부       | 토요일 밤 9:15 ~ 10:30       | 분리 편성 |
| KBS 2TV   | 2020년 12월 5일                          | 2부       | 토요일 밤 10:30 ~ 11:55      | 분리 편성 |
| KBS 2TV   | 2020년 12월 12일 ~ 2021년 2월 7일        | 1부       | 매주 토요일 밤 10:30 ~ 11:30 | 분리 편성 |
| KBS 2TV   | 2020년 12월 12일 ~ 2021년 2월 7일        | 2부       | 매주 토요일 밤 11:30 ~ 12:30 | 분리 편성 |
| KBS 2TV   | 2021년 2월 13일                          | 1부       | 토요일 밤 9:15 ~ 10:15       | 분리 편성 |
| KBS 2TV   | 2021년 2월 13일                          | 2부       | 토요일 밤 10:15 ~ 11:45      | 분리 편성 |
| KBS 2TV   | 2021년 2월 20일 ~ 2월 21일 - 최종 결승전 | 1부       | 토요일 밤 9:15 ~ 10:15       | 분리 편성 |
| KBS 2TV   | 2021년 2월 20일 ~ 2월 21일 - 최종 결승전 | 2부       | 토요일 밤 10:15 ~ 11:15      | 분리 편성 |
| KBS 2TV   | 2021년 2월 20일 ~ 2월 21일 - 최종 결승전 | 3부       | 토요일 밤 11:15 ~ 12:55      | 분리 편성 |

## 출연

### 감독/코치진
| 지역   | 감독   | 코치                  |
| ------ | ------ | --------------------- |
| 강원   | 김범룡 | 박구윤, 조이현        |
| 경기   | 김수희 | 나태주, 하성운        |
| 경상   | 설운도 | 황치열, 조정민        |
| 글로벌 | 김연자 | 박현빈, 샘 해밍턴     |
| 서울   | 주현미 | 신유, 홍경민          |
| 제주   | 고두심 | 진시몬, 주영훈        |
| 전라   | 남진   | 송가인, 김병현        |
| 충청   | 조항조 | 임하룡 (응원단장), 별 |

### 참가자
다음과 같이 참가자 이름 순서로 정한다.
  금메달 |   은메달 |   동메달 |   결승자 |   이 방송은 녹화·촬영된 대중문화예술산업발전법 제22조에 따라, 청소년(2006년생 이후, 15세 미만)의 밤 10시부터 익일 오전 6시까지 야간 활동을 제한될 수 있고, 방송 출연이 금지되어 있다.
| 이름                  | 1라운드 | 2라운드 | 3라운드 | 4라운드 | 준결승 | 결승 | 비고                            |
| --------------------- | ------- | ------- | ------- | ------- | ------ | ---- | ------------------------------- |
| 강승연                | 합격    | 합격    | 탈락    |         |        |      | 제1대 내일은 미스트롯 참가자    |
| 강재수                | 탈락    |         |         |         |        |      |                                 |
| 고강민                | 합격    | 합격    | 탈락    |         |        |      |                                 |
| 고라니                | 합격    | 합격    | 탈락    |         |        |      |                                 |
| 공미란                | 합격    | 탈락    |         |         |        |      |                                 |
| 공서율                | 합격    | 합격    | 탈락    |         |        |      |                                 |
| 공훈                  | 합격    | 합격    | 탈락    |         |        |      |                                 |
| 곽지은                | 탈락    |         |         |         |        |      |                                 |
| 권민산                | 탈락    |         |         |         |        |      |                                 |
| 권민정                | 합격    | 합격    | 탈락    |         |        |      |                                 |
| 기동                  | 탈락    |         |         |         |        |      |                                 |
| 김대성                | 탈락    |         |         |         |        |      |                                 |
| 김민영                | 탈락    |         |         |         |        |      |                                 |
| 김범준                | 탈락    |         |         |         |        |      |                                 |
| 김산하                | 합격    | 합격    | 합격    | 탈락    |        |      | 편애중계 트로트 왕중왕전 우승자 |
| 김성범                | 합격    | 탈락    |         |         |        |      |                                 |
| 김성훈                | 탈락    |         |         |         |        |      |                                 |
| 김소연                | 탈락    |         |         |         |        |      |                                 |
| 김용빈                | 합격    | 합격    | 합격    | 합격    | 합격   | 5위  |                                 |
| 김윤길                | 합격    | 합격    | 합격    | 합격    | 탈락   |      |                                 |
| 김재혁                | 탈락    |         |         |         |        |      |                                 |
| 김전훈                | 탈락    |         |         |         |        |      |                                 |
| 김지훈                | 탈락    |         |         |         |        |      |                                 |
| 김태현                | 탈락    |         |         |         |        |      |                                 |
| 김희                  | 합격    | 합격    | 합격    | 탈락    |        |      |                                 |
| 노길용                | 탈락    |         |         |         |        |      |                                 |
| 로미나                | 탈락    |         |         |         |        |      | 재독 한국인                     |
| 마이진                | 합격    | 합격    | 탈락    |         |        |      |                                 |
| 문재영                | 탈락    |         |         |         |        |      |                                 |
| 미기                  | 탈락    |         |         |         |        |      |                                 |
| 미카차발라 & 갓스파워 | 합격    | 합격    | 탈락    |         |        |      |                                 |
| 민수현                | 합격    | 합격    | 합격    | 합격    | 탈락   |      |                                 |
| 박규리                | 탈락    |         |         |         |        |      | 최연소                          |
| 박상문                | 탈락    |         |         |         |        |      |                                 |
| 박예슬                | 합격    | 합격    | 합격    | 합격    | 탈락   |      |                                 |
| 박현호                | 합격    | 합격    | 탈락    |         |        |      |                                 |
| 반가희                | 합격    | 합격    | 합격    | 합격    | 탈락   |      |                                 |
| 배우림                | 탈락    |         |         |         |        |      |                                 |
| 백고은                | 탈락    |         |         |         |        |      | 최연소                          |
| 뽕쓰                  | 탈락    |         |         |         |        |      |                                 |
| 서건후                | 합격    | 탈락    |         |         |        |      |                                 |
| 서은진                | 탈락    |         |         |         |        |      |                                 |
| 설하윤                | 합격    | 합격    | 합격    | 탈락    |        |      |                                 |
| 성은                  | 탈락    |         |         |         |        |      |                                 |
| 소유찬                | 탈락    |         |         |         |        |      | 내일은 미스터트롯 참가자        |
| 손세운                | 합격    | 탈락    |         |         |        |      |                                 |
| 송필근                | 탈락    |         |         |         |        |      | KBS 공채 개그맨 27기            |
| 시라성                | 탈락    |         |         |         |        |      |                                 |
| 신미래                | 합격    | 합격    | 합격    | 합격    | 탈락   |      |                                 |
| 신승태                | 합격    | 합격    | 합격    | 합격    | 합격   | 4위  |                                 |
| 신건주                | 탈락    |         |         |         |        |      |                                 |
| 알파벳                | 합격    | 합격    | 합격    | 탈락    |        |      | 한국 아이돌 그룹                |
| 염경관                | 탈락    |         |         |         |        |      |                                 |
| 염동언                | 합격    | 합격    | 탈락    |         |        |      |                                 |
| 오유진                | 합격    | 합격    | 합격    | 합격    | 합격   | 3위  |                                 |
| 완이화                | 합격    | 합격    | 탈락    |         |        |      |                                 |
| 유수현                | 합격    | 탈락    |         |         |        |      |                                 |
| 윤서령                | 합격    | 합격    | 합격    | 탈락    |        |      |                                 |
| 이상호 & 이상민       | 합격    | 합격    | 합격    | 합격    | 합격   | 6위  | KBS 공채 개그맨 21기, 쌍둥이    |
| 이소나                | 합격    | 합격    | 탈락    |         |        |      |                                 |
| 이송연                | 합격    | 합격    | 합격    | 탈락    |        |      |                                 |
| 이승아                | 탈락    |         |         |         |        |      | 설운도의 딸                     |
| 이시현                | 합격    | 합격    | 합격    | 탈락    |        |      | 김호중 6촌 누나                 |
| 이용주                | 탈락    |         |         |         |        |      |                                 |
| 임창민                | 합격    | 탈락    |         |         |        |      |                                 |
| 장정한                | 탈락    |         |         |         |        |      |                                 |
| 장현욱                | 합격    | 합격    | 합격    | 탈락    |        |      |                                 |
| 장혜리                | 탈락    |         |         |         |        |      | 前 걸스데이, 비밥               |
| 재하                  | 합격    | 합격    | 합격    | 합격    | 합격   | 2위  |                                 |
| 전은진                | 탈락    |         |         |         |        |      |                                 |
| 정다한                | 합격    | 탈락    |         |         |        |      |                                 |
| 정성우                | 합격    | 탈락    |         |         |        |      |                                 |
| 정우연                | 합격    | 탈락    |         |         |        |      |                                 |
| 정주형                | 합격    | 합격    | 합격    | 합격    | 탈락   |      |                                 |
| 조엘                  | 탈락    |         |         |         |        |      |                                 |
| 주미성                | 합격    | 합격    | 탈락    |         |        |      |                                 |
| 진이랑                | 합격    | 탈락    |         |         |        |      |                                 |
| 진해성                | 합격    | 합격    | 합격    | 합격    | 합격   | 1위  |                                 |
| 차수빈                | 합격    | 탈락    |         |         |        |      | 제1대 내일은 미스터트롯 참가자  |
| 최은찬                | 합격    | 탈락    |         |         |        |      |                                 |
| 최정훈                | 탈락    |         |         |         |        |      |                                 |
| 최향                  | 합격    | 합격    | 합격    | 합격    | 합격   | 7위  |                                 |
| 한강                  | 합격    | 합격    | 합격    | 합격    | 합격   | 8위  | 제1대 내일은 미스터트롯 참가자  |
| 해수                  | 탈락    |         |         |         |        |      |                                 |
| 허공                  | 합격    | 탈락    |         |         |        |      | 허각 쌍둥이 형                  |
| 황선아                | 탈락    |         |         |         |        |      |                                 |
| 황홍비                | 합격    | 합격    | 탈락    |         |        |      |                                 |

## 에피소드

### 1라운드
출전 선수들은 희망 지역을 숨기고 경연에 참가하며, 무대가 끝나고 심사결과 발표 후에 지역을 선택한다. 감독과 코치들은 지역과 상관없이 실력으로만 심사하면 된다. 각 지역별 선수 정원은 6팀이다.
- 별 8개(올스타) - 합격 : 출전 지역을 직접 선택하고, 지역별 자리가 마련된 합격자 대기실로 이동한다.
- 5~7스타 - 후보 선수 : 출전 희망 지역을 발표하고, 선수 대기실로 돌아가서 추가 선발을 기다린다.
- 4스타 이하 - 탈락

| 순서 | 이름                 | 곡명(가수명)                 | 스타   | 합격여부 | 지역   |
| ---- | -------------------- | ---------------------------- | ------ | -------- | ------ |
| 1    | 마이진               | <밤 열차>(김연자)            | 올스타 | 합격     | 서울   |
| 2    | 김산하               | <고맙소>(조항조)             | 7스타  | 합격     |        |
| 3    | 김전훈               | <찬찬찬>(편승엽)             | 1스타  | 탈락     |        |
| 4    | 반가희               | <돌고 돌아가는 길>(노사연)   | 올스타 | 합격     | 전라   |
| 5    | 미카차발라, 갓스파워 | <사랑의 트위스트>(설운도)    | 올스타 | 합격     | 글로벌 |
| 6    | 조엘                 | <나야 나>(남진)              | 1스타  | 탈락     |        |
| 7    | 한강                 | <사랑이 이런 건가요>(설운도) | 올스타 | 합격     | 서울   |
| 8    | 박예슬               | <서울 탱고>(방실이)          | 올스타 | 합격     | 강원   |
| 9    | 최은찬               | <님의 등불>(진성)            | 올스타 | 합격     | 서울   |
| 10   | 완이화               | <상사화>(안예은)             | 올스타 | 합격     | 글로벌 |
| 11   | 윤서령               | <얄미운 사람>(김지애)        | 올스타 | 합격     | 충청   |
| 12   | 백고은               | <사랑 참>(장윤정)            | 4스타  | 탈락     |        |
| 13   | 진해성               | <가라지>(나훈아)             | 올스타 | 합격     | 경상   |
| 14   | 이시현               | <너무합니다>(김수희)         | 올스타 | 합격     | 글로벌 |
| 15   | 허공                 | <나무꾼>(박구윤)             | 올스타 | 합격     | 경기   |

| 순서 | 이름            | 곡명(가수명)                    | 스타   | 합격여부 | 지역   |
| ---- | --------------- | ------------------------------- | ------ | -------- | ------ |
| 16   | 설하윤          | <수은등>(김연자)                | 7스타  | 후보선수 |        |
| 17   | 김윤길          | <눈물 젖은 두만강>(김정구)      | 올스타 | 합격     |        |
| 18   | 이승아          | <당돌한 여자>(서주경)           | 5스타  | 후보선수 |        |
| 19   | 재하            | <눈동자>(이승재)                | 올스타 | 합격     | 글로벌 |
| 20   | 공훈            | <날 버린 남자>(하춘화)          | 올스타 | 합격     | 강원   |
| 21   | 신미래          | <남자는 배 여자는 항구>(심수봉) | 올스타 | 합격     | 강원   |
| 22   | 이송연          | <약속>(장윤정)                  | 올스타 | 합격     | 충청   |
| 23   | 정주형          | <우연희>(우연이)                | 5스타  | 합격     |        |
| 24   | 최향            | <회룡포>(강민주)                | 올스타 | 합격     | 제주   |
| 25   | 고라니          | <옥경이>(태진아)                | 올스타 | 합격     | 경기   |
| 26   | 이상호 & 이상민 | <너나 나나>(진시몬)             | 7스타  | 합격     |        |
| 27   | 공서율          | <시치미>(금잔디)                | 올스타 | 합격     | 제주   |
| 28   | 김용빈          | <칠갑산>(김영임)                | 올스타 | 합격     | 경상   |

| 순서 | 이름             | 곡명(가수명)               | 스타   | 합격여부 | 지역 |
| ---- | ---------------- | -------------------------- | ------ | -------- | ---- |
| 29   | 박현호           | <잠자는 공주>(신유)        | 올스타 | 합격     | 경기 |
| 30   | 김성범           | <자갈치 아지매>(이혜리)    | 올스타 | 합격     | 경상 |
| 31   | 오유진]]         | <오늘의 젊은 날>(김용임)   | 올스타 | 합격     | 경상 |
| 32   | 차수빈           | <상사화>(남진)             | 올스타 | 합격     | 서울 |
| 33   | 알파벳(alphaBAT) | <찐이야>(영탁)             | 7스타  | 후보선수 |      |
| 34   | 장혜리           | <눈물비>(홍진영)           | 3스타  | 탈락     |      |
| 35   | 민수현           | <청춘을 돌려다오>(현철)    | 올스타 | 합격     | 충청 |
| 36   | 성은             | <잃어버린 정>(김수희)      | 3스타  | 탈락     |      |
| 37   | 장현욱           | <아부지>(장민)             | 올스타 | 합격     | 경기 |
| 38   | 박규리           | <10분내로>(김연자)         | 7스타  | 후보선수 |      |
| 39   | 권민정           | <비 내리는 영동교>(주현미) | 6스타  | 후보선수 |      |
| 40   | 염경관           | <비나리>(심수봉)           | 4스타  | 탈락     |      |
| 41   | 신승태           | <봉선화 연정>(현철)        | 5스타  | 후보선수 |      |
| 42   | 이소나           | <물레야>(김지애)           | 올스타 | 합격     | 강원 |

<1라운드 '미스터리 지역 선수 선발전' 결과>
| 출전 지역 | 선수 명단                                                                                    |
| --------- | -------------------------------------------------------------------------------------------- |
| 강원      | 박예슬, 공훈, 신미래, 이소나, 황홍비, 알파벳(추가합격자)                                     |
| 경기      | 허공, 고라니, 박현호, 장현욱, 유수현, 서건후                                                 |
| 경상      | 진해성, 김용빈, 김성범, 오유진, 공미란, 손세운(추가합격자)                                   |
| 글로벌    | 미카차발라&갓스파워, 완이화, 이시현, 김윤길, 재하, 권민정(추가합격자)                        |
| 서울      | 마이진, 한강, 최은찬, 차수빈. 임창민(추가합격자), 설하윤(추가합격자)                         |
| 전라      | 반가희, 진이랑, 김희, 정우연(추가합격자), 정다한, 신승태(추가합격자)                         |
| 제주      | 최향, 공서율, 강승연(추가합격자), 고강민(추가합격자), 정주형(추가합격자), 주미성(추가합격자) |
| 충청      | 윤서령, 이송연, 민수현, 김산하(추가합격자), 이상호&이상민(추가합격자), 염동언(추가합격자)    |

- 추가합격자 선발 : 지역벌 정원은 2명만 가능

### 2라운드 '지역별 팀 대결'
2라운드 미션은 '지역별 팀 대결'이다. 대진은 감독이 추첨해서 결정했다. 평가는 경연지역 외 6도 감독 및 코치진 18명이 각각 평가한다.
- 지역별로 6명이 2번 대결한다.
- 1, 2조가 2번 이기면 전원 다음라운드 진출하고, 지게 되면 진 팀 중에서 절반이 탈락한다. 탈락자는 그 지역 감독이 결정한다.
- 1:1 무승부가 나오면 승부르기 대결(승부차기)을 하는데 각 지역 주장이 나와서 대결한다. 여기서 이기면 최종승자가 된다. 진 팀의 6명 중에 절반이 탈락한다. 6도의 감독이 심사하고 600점 만점이다.
- 2라운드 지역별 팀 대결에서 패배한 지역의 감독 코치는 회의를 통해 3명의 합격자를 결정한다.합격자는 덕아웃으로 이동한다.

- 대결 지역 : 서울 1 vs 2 제주 (승)

| 대결 차수 | 지역 | 팀명         | 참가선수                     | 선곡                                          | 승패 | 득표 점수 |
| --------- | ---- | ------------ | ---------------------------- | --------------------------------------------- | ---- | --------- |
| 1차       | 서울 | F4           | 마이진, 한강, 최은찬, 임창민 | <아침의 나라에서>(김연자)                     | 승   | 11        |
| 1차       | 제주 | 탐라걸스     | 최향, 강승연, 공서율         | <몰래한 사랑>(김지애)                         | 패   | 7         |
| 2차       | 서울 | 서울클라쓰   | 설하윤, 차수빈               | <오늘 밤에>(홍진영) + <카스바의 여인>(윤희상) | 패   | 8         |
| 2차       | 제주 | 멘도롱보이스 | 주미성, 정주형, 고강민       | <열애>(윤시내)                                | 승   | 10        |
| 승부르기  | 서울 | 주장         | 마이진                       | <그 여자의 마스카라>(임현정)                  | 패   | 547       |
| 승부르기  | 제주 | 주장         | 최향                         | <진정인가요>(김연자)                          | 승   | 556       |

- 대결 지역 : 경상 1 vs 2 글로벌 (승)

| 대결 차수 | 지역   | 팀명         | 참가선수                            | 선곡                         | 승패   | 득표 점수 |
| --------- | ------ | ------------ | ----------------------------------- | ---------------------------- | ------ | --------- |
| 1차       | 경상   | 경상아가씨   | 공미란, 오유진, 김성범              | <태글을 걸지마>(진성)        | 무승부 | 9         |
| 1차       | 글로벌 | 오마이갓김치 | 미카차발라&갓스파워, 권민정, 이시현 | <노란 샤쓰의 사나이>(한명숙) | 무승부 | 9         |
| 2차       | 경상   | 경상싸나이   | 진해성, 김용빈, 손세윤              | <꽃을 든 남자>(최석준)       | 패     | 3         |
| 2차       | 글로벌 | 보쌈         | 재하, 김윤길, 완이화                | <애모>(김수희)               | 승     | 15        |

- 대결 지역 : 강원 (승) 2 vs 1 전라

| 대결 차수 | 지역 | 팀명          | 참가선수                     | 선곡                      | 승패 | 득표 점수 |
| --------- | ---- | ------------- | ---------------------------- | ------------------------- | ---- | --------- |
| 1차       | 강원 | 천연조미료    | 신미래, 이소나, 황홍비, 공훈 | <강원도 아리랑>(조용필)   | 승   | 15        |
| 1차       | 전라 | 여걸쓰리      | 반가희, 정우연, 진이랑       | <자존심>(조용필)          | 패   | 3         |
| 2차       | 강원 | MSG           | 박예슬, 알파벳               | <사랑의 트위스트>(설운도) | 패   | 7         |
| 2차       | 전라 | 꺾어 브라더스 | 신승태, 정다한, 김희         | <왜 돌아보오>(윤복희)     | 승   | 11        |
| 승부르기  | 전라 | 주장          | 반가희                       | <별리>(김수철)            | 패   | 560       |
| 승부르기  | 강원 | 주장          | 공훈                         | <쳔년바위>(남지훈)        | 승   | 563       |

- 대결 지역 : 경기 0 vs 2 충청 (승)

| 대결 차수 | 지역 | 팀명     | 참가선수                      | 선곡             | 승패 | 득표 점수 |
| --------- | ---- | -------- | ----------------------------- | ---------------- | ---- | --------- |
| 1차       | 경기 | 지명수배 | 박현호, 고라니, 장현욱        | <훨훨훨>(김용임) | 패   | 5         |
| 1차       | 충청 | 포유     | 이상민&이상호, 민수현, 염동언 | <남자다잉>(남진) | 승   | 13        |
| 2차       | 경기 | 곰세마리 | 허공, 유수현, 서건후          | <인연>(이선희)   | 패   | 0         |
| 2차       | 충청 | 충청걸스 | 김산하, 윤서령, 이송연        | <울 엄마>(진성)  | 승   | 18        |

<2라운드 '지역별 팀 대결' 결과>
| 대결               | 지역   | 승패 | 3라운드 진출자                                            | 탈락자                 |
| ------------------ | ------ | ---- | --------------------------------------------------------- | ---------------------- |
| 서울 1 vs 2 제주   | 서울   | 패   | 설하윤, 한강, 마이진                                      | 차수빈, 임창민, 최은찬 |
| 서울 1 vs 2 제주   | 제주   | 승   | 최향, 강승연, 공서율, 주미성, 정주형, 고강민              |                        |
| 경상 1 vs 2 글로벌 | 경상   | 패   | 김용빈, 오유진, 진해성                                    | 손세운, 김성범, 공미란 |
| 경상 1 vs 2 글로벌 | 글로벌 | 승   | 미카차발라&갓스파워, 권민정, 이시현, 재하, 김윤길, 완이화 |                        |
| 강원 2 vs 1 전라   | 강원   | 승   | 박예슬, 공훈, 신미래, 이소나, 황홍비, 알파벳              |                        |
| 강원 2 vs 1 전라   | 전라   | 패   | 신승태, 김희, 반가희                                      | 정다한, 정우연, 진이랑 |
| 경기 0 vs 2 충청   | 경기   | 패   | 고라니, 장현욱, 박현호                                    | 허공, 유수현, 서건후   |
| 경기 0 vs 2 충청   | 충청   | 승   | 윤서령, 이송연, 민수현, 김산하, 이상호&이상민, 염동언     |                        |

### 3라운드 '1:1 데스 매치'
3라운드 '1:1 데스 매치'에서는 각 지역의 선수들이 자신의 지역은 제외하고, 대결하고 싶은 선수를 직접 지목한다.
- 승리한 선수는 합격, 진 선수는 탈락한다.
- 무승부가 나오면 두 사람 모두 탈락한다.
- 3라운드 주제는 '나의 인생곡'이다.

| 대결             | 지역   | 참가선수 | 선곡                         | 승패         | 득표 점수 |
| ---------------- | ------ | -------- | ---------------------------- | ------------ | --------- |
| 신승태 vs 공훈   | 강원   | 공훈     | <사랑은 나비인가봐>(현철)    | 패           | 6         |
| 신승태 vs 공훈   | 전라   | 신승태   | <비련> (조용필) + <한오백년> | 승           | 12        |
| 설하윤 vs 이시현 | 서울   | 설하윤   | <너는 내 남자>(한혜진)       | 패           | 4         |
| 설하윤 vs 이시현 | 글로벌 | 이시현   | <누구 없소>(한영애)          | 승           | 14        |
| 마이진 vs 최향   | 서울   | 마이진   | <초혼>(장윤정)               | 패           | 4         |
| 마이진 vs 최향   | 제주   | 최향     | <우리 어머니>(이효정)        | 승           | 14        |
| 신미래 vs 김용빈 | 경상   | 김용빈   | <노래는 우리 인생>(이미자)   | 패           | 6         |
| 신미래 vs 김용빈 | 강원   | 신미래   | <꽃마차>(진방남)             | 승           | 12        |
| 윤서령 vs 강승연 | 충청   | 윤서령   | <노래하며 춤추며 >(계은숙)   | 무승부, 탈락 | 9         |
| 윤서령 vs 강승연 | 제주   | 강승연   | <애가타>(장윤정)             | 무승부, 탈락 | 9         |
| 오유진 vs 황홍비 | 경상   | 오유진   | <신사랑 고개>(금잔디)        | 승           | 12        |
| 오유진 vs 황홍비 | 강원   | 황홍비   | <빈지게>(남진)               | 패           | 6         |
| 고강민 vs 한강   | 제주   | 고강민   | <멍에>(김수희)               | 패           | 5         |
| 고강민 vs 한강   | 서울   | 한강     | <아담과 이브처럼>(나훈아)    | 승           | 13        |

| 대결                                 | 지역   | 참가선수            | 선곡                                                     | 승패 | 득표 점수 |
| ------------------------------------ | ------ | ------------------- | -------------------------------------------------------- | ---- | --------- |
| 반가희 vs 공서율                     | 전라   | 반가희              | <날개>(허영란)                                           | 승   | 10        |
| 반가희 vs 공서율                     | 제주   | 공서율              | <돌팔매>(오은주)                                         | 패   | 8         |
| 이상호&이상민 vs 미카차발라&갓스파워 | 충청   | 이상호&이상민       | <파트너>(남진)                                           | 승   | 15        |
| 이상호&이상민 vs 미카차발라&갓스파워 | 글로벌 | 미카차발라&갓스파워 | <Bounce>(조용필)                                         | 패   | 3         |
| 완이화 vs 이송연                     | 글로벌 | 완이화              | <나는 하나의 집을 원해요>(완이화), <바람의 노래>(조용필) | 패   | 7         |
| 완이화 vs 이송연                     | 충청   | 이송연              | <홀로아리랑>(한돌)                                       | 승   | 11        |
| 박예슬 vs 권민정                     | 강원   | 박예슬              | <개여울>(심수봉)                                         | 승   | 14        |
| 박예슬 vs 권민정                     | 글로벌 | 권민정              | <찰랑찰랑>(이자연)                                       | 패   | 4         |
| 염동언 vs 재하                       | 충청   | 염동언              | <바램>(노사연)                                           | 패   | 3         |
| 염동언 vs 재하                       | 글로벌 | 재하                | <립스틱 짙게 바르고>(임주리)                             | 승   | 15        |
| 알파벳 vs 정주형                     | 강원   | 알파벳              | <모나리자>(조용필)                                       | 패   | 5         |
| 알파벳 vs 정주형                     | 제주   | 정주형              | <불꽃처럼>(이선희)                                       | 승   | 13        |
| 고라니 vs 민수현                     | 경기   | 고라니              | <잃어버린 30년>(설운도)                                  | 패   | 7         |
| 고라니 vs 민수현                     | 충청   | 민수현              | <연락선>(조미미)                                         | 승   | 11        |
| 이소나 vs 김희                       | 강원   | 이소나              | <꿈에 본 내 고향>(심수봉)                                | 패   |           |
| 이소나 vs 김희                       | 전라   | 김희                | <가까이 하기엔 너무 먼 당신>(이광조)                     | 승   |           |
| 주미성 vs 장현옥                     | 제주   | 주미성              | <내 하나의 사람은 가고>(임희숙)                          | 패   |           |
| 주미성 vs 장현옥                     | 경기   | 장현욱              | <가지마>(진성)                                           | 승   |           |
| 김윤길 vs 박현호                     | 글로벌 | 김윤길              | <그대 곁에 잠들고 싶어>(구창모)                          | 승   |           |
| 김윤길 vs 박현호                     | 경기   | 박현호              | <보고싶다 내 사랑>(설운도)                               | 패   |           |
| 진해성 vs 김산하                     | 경상   | 진해성              | <누가 울어>(배호)                                        | 패   | 7         |
| 진해성 vs 김산하                     | 충청   | 김산하              | <어매>(나훈아)                                           | 승   | 11        |

<3라운드 '1:1 데스 매치' 결과>
| 출전 지역 | 4라운드 진출자                                            | 탈락자                              |
| --------- | --------------------------------------------------------- | ----------------------------------- |
| 강원      | 신미래, 박예슬, 알파벳(추가합격자)                        | 공훈, 황홍비, 이소나                |
| 경기      | 장현욱                                                    | 고라니, 박현호                      |
| 경상      | 오유진, 진해성(추가합격자), 김용빈(추가합격자)            |                                     |
| 글로벌    | 이시현, 재하, 김윤길                                      | 미카차발라&갓스파워, 완이화, 권민정 |
| 서울      | 한강, 설하윤(추가합격자)                                  | 마이진                              |
| 전라      | 신승태, 반가희, 김희                                      |                                     |
| 제주      | 최향, 정주형                                              | 고강민, 강승연, 공서율, 주미성      |
| 충청      | 이송연, 민수현, 김산하, 이상호&이상민, 윤서령(추가합격자) | 염동언                              |

- 4라운드 진출 17팀, 탈락 19팀
- 추가 합격자: 각 지역 감독 코치들이 자신의 지역을 제외하고 탈락하기 아깝다고 생각하는 선수를 각각 2명씩 선출해서 추가합격 5팀 선발
 (서울 설하윤: 8표, 충청 윤서령: 7표, 경상 진해성: 7표, 경상 김용빈: 5표, 강원 알파벳: 5표)

### 4라운드 '지역 대통합 <듀엣 미션>'
4라운드는 준결승 진출을 놓고 벌이는 '지역 대통합 <듀엣 미션>'이다. 14팀만 남게 된다.
- 서로 다른 지역의 2팀이 1조가 되어 대결을 펼쳐서 1위부터 3위 까지의 팀은 두 선수 모두 다음 라운드에 진출한다.
- 4위로 밀려난 팀은 두 선수 중 한 선수만 준결승에 진출한다.
- 점수 산정: 총 1,800점 만점에서 최고점, 최저점은 집계에서 제외하고 1,600점이 만점이다. 1인당 100점 만점(해당 선수 지역의 감독&코치는 심사에서 제외)

| 팀명             | 참가 선수(지역)              | 선곡                         | 점수 |
| ---------------- | ---------------------------- | ---------------------------- | ---- |
| <희용희용>       | 김희(전라), 김용빈(경상)     | <찔레꽃>(백난아)             | 1382 |
| <서글픈 사이>    | 재하(글로벌), 설하윤(서울)   | <봄날은 간다>(백설희)        | 1477 |
| <상상+>          | 장현욱(경기), 반가희(전라)   | <님>(김정호)                 | 1486 |
| <미래로 가는 길> | 김윤길(글로벌), 신미래(강원) | <꿈 속의 사랑>(현인)         | 1523 |
| <트둥이>         | 이송연(충청), 오유진(경상)   | <사랑의 밧줄>(김용임)        | 1473 |
| <민트향>         | 민수현(충청), 최향(제주)     | <용두산 엘레지>(고봉산)      | 1508 |
| <금방울 자매>    | 이시현(글로벌), 박예슬(강원) | <잡초>(나훈아)               | 1452 |
| <금강산>         | 한강(서울), 김산하(충청)     | <일편단심 민들레야> (조용필) | ???? |

- 4위로 밀려난 팀 합격여부

| 대상 팀       | 지역   | 선수   | 득표 | 합격여부 | 투표자 |
| ------------- | ------ | ------ | ---- | -------- | --- |
| <희용희용>    | 전라   | 김희   | 2    | 탈락     | 송가인, 진시몬 |
| <희용희용>    | 경상   | 김용빈 | 16   | 합격     | 김수희, 주현미, 조항조, 고두심, 김연자, 하성운, 나태주, 조이현, 박구윤, 신유, 홍경민, 주영훈, 박현빈, 샘 해밍턴, 임하룡, 별 |
| <트둥이>      | 충청   | 이송연 | 6    | 탈락     | 김수희, 주현미, 나태주, 박구윤, 김병현, 샘 해밍턴                                                                           |
| <트둥이>      | 경상   | 오유진 | 12   | 합격     | 남진, 김범룡, 고두심, 김연자, 하성운, 조이현, 신유, 홍경민, 송가인, 주영훈, 진시몬, 박현빈                                  |
| <서글픈 사이> | 글로벌 | 재하   | 16   | 합격     | 남진, 설운도, 김수희, 조항조, 김범룡, 고두심, 하성운, 나태주, 조이현, 박구윤, 조정민, 황치열, 송가인, 김병현, 진시몬, 별    |
| <서글픈 사이> | 서울   | 설하윤 | 2    | 탈락     | 주영훈, 임하룡 |
| <금방울 자매> | 글로벌 | 이시현 | 7    | 탈락     | 남진, 설운도, 주현미, 고두심, 하성운, 김병현, 진시몬                                                                        |
| <금방울 자매> | 강원   | 박예슬 | 11   | 합격     | 김수희, 조항조, 나태주, 신유, 홍경민, 조정민, 황치열, 송가인, 주영훈, 임하룡, 별                                            |

| 팀명 | 참가 선수(지역) | 선곡 | 점수 | 개별 심사 점수 |
| ---- | --------------- | ---- | ---- | -------------- |

<4라운드 '지역 대통합 듀엣 미션' 결과>
| 순위 | 팀명             | 선수   | 지역   | 득점 | 탈락투표 |
| ---- | ---------------- | ------ | ------ | ---- | -------- |
| 1    | <미래로 가는 길> | 신미래 | 강원   | 1523 |          |
| 1    | <미래로 가는 길> | 김윤길 | 글로벌 | 1523 |          |
| 2    | <민트향>         | 최향   | 제주   | 1508 |          |
| 2    | <민트향>         | 민수현 | 충청   | 1508 |          |
| 3    | <상상+>          | 장현욱 | 경기   | 1486 |          |
| 3    | <상상+>          | 반가희 | 전라   | 1486 |          |
| 7    | <희용희용>       | 김용빈 | 경상   | 1382 | 16       |
| 5    | <트둥이>         | 오유진 | 경상   | 1473 | 12       |
| 4    | <서글픈 사이>    | 재하   | 글로벌 | 1477 | 16       |
| 6    | <금방울 자매>    | 박예슬 | 강원   | 1452 | 11       |
| 탈락 | <희용희용>       | 김희   | 전라   | 1382 | 2        |
| 탈락 | <트둥이>         | 이송연 | 충청   | 1473 | 6        |
| 탈락 | <서글픈 사이>    | 설하윤 | 서울   | 1477 | 2        |
| 탈락 | <금방울 자매>    | 이시현 | 글로벌 | 1452 | 7        |

## 최종 순위
- 1위 : 금메달, 상금 1억원
- 2위 : 은메달, 상금 3천만원
- 3위 : 동메달, 상금 2천만원

| 순위        | 이름                                           | 본명                                           | 소속사                                                  | 소속그룹                                         |
| ----------- | ---------------------------------------------- | ---------------------------------------------- | ------------------------------------------------------- | ------------------------------------------------ |
| 1위         | 진해성                                         | 이상성                                         | KDH                                                     |                                                  |
| Top8(2위)   | 재하                                           | 이진호                                         |                                                         |                                                  |
| Top8(3위)   | 오유진                                         | 오유진                                         | 토탈셋                                                  |                                                  |
| Top8(4위)   | 신승태                                         | 신승태                                         | 드림오브베스트, 이희문컴퍼니, 前리웨이                  | 오방신과, 입과손스튜디오, 놈놈, 前씽씽           |
| Top8(5위)   | 김용빈                                         | 김용빈                                         | 스타원, 前KT SNOW, 前BIN, 前노만                        |                                                  |
| Top8(6위)   | 상호 & 상민                                    | 이상호, 이상민                                 | 지앤미디어, PinkM                                       | 상호상민, 지존                                   |
| Top8(7위)   | 최향                                           | 박지희                                         |                                                         |                                                  |
| Top8(8위)   | 한강                                           | 윤성규                                         | 엠컴퍼니                                                |                                                  |
| Top14(9위)  | 반가희                                         | 전순영                                         | 심플엔터                                                |                                                  |
| Top14(10위) | 신미래                                         | 신은진                                         | 심플엔터                                                |                                                  |
| Top14(11위) | 주형                                           | 정주형                                         | SGcom, 서울시청                                         |                                                  |
| Top14(12위) | 민수현                                         | 문준용                                         | SH                                                      |                                                  |
| Top14(13위) | 박예슬                                         | 박예슬                                         | 레이블임                                                | 베이쥬                                           |
| Top14(14위) | 김윤길                                         | 김윤길                                         | 식스틴                                                  | 아리랑                                           |
| Top22(15위) | 김산하                                         | 김산하                                         |                                                         |                                                  |
| Top22(16위) | 장현욱                                         | 장현욱                                         |                                                         |                                                  |
| Top22(17위) | 감마, 베타, 카파, 람다                         | 김준수, 지하용, 이용훈, 이연우                 | APB                                                     | 알파벳                                           |
| Top22(18위) | 설하윤                                         | 설하윤                                         | TSM, 前젤리피쉬                                         |                                                  |
| Top22(19위) | 이송연                                         | 이송연                                         |                                                         | 민요자매                                         |
| Top22(20위) | 이시현                                         | 이시현                                         |                                                         |                                                  |
| Top22(21위) | 윤서령                                         | 윤서령                                         | 제이지스타                                              | 두 자매                                          |
| Top22(22위) | 김희                                           | 김희                                           | 다미                                                    |                                                  |
| Top36       | 강승연                                         | 강승연                                         | 아츠로                                                  |                                                  |
| Top36       | 공서율                                         | 이유진                                         | 빅대디                                                  |                                                  |
| Top36       | 고라니                                         | 조성신                                         | 골드피그                                                | 골드피그, MOON                                   |
| Top36       | 완이화                                         | 마샤 후투와                                    | 이화, JMG, 前소금                                       |                                                  |
| Top36       | 공훈                                           | 이상훈                                         | 심플, 前JM                                              |                                                  |
| Top36       | 연지연, 前연홍비                               | 황홍비                                         |                                                         |                                                  |
| Top36       | 고강민                                         | 고강민                                         | 골드문                                                  |                                                  |
| Top36       | 前민정                                         | 권민정                                         | 티에스엠                                                | 前오로라                                         |
| Top36       | 마이진                                         | 김화진                                         | DB                                                      | 영텐                                             |
| Top36       | 미카 & 갓스                                    | 미카차발라, 갓스파워                           |                                                         | 미카&갓스                                        |
| Top36       | 염동언                                         | 염동언                                         |                                                         | 트리니티, 포마스                                 |
| Top36       | 前아임, 前서궁                                 | 박현호                                         | HG, 前드림티, 前후너스                                  | 前탑독                                           |
| Top36       | 이소나                                         | 이소나                                         | 소풍                                                    |                                                  |
| Top36       | 주미성                                         | 주미성                                         | 피제이                                                  |                                                  |
| Top48(37위) | 정다한                                         | 정다한                                         | 제이드                                                  |                                                  |
| Top48(37위) | 정우연                                         | 정우연                                         |                                                         |                                                  |
| Top48(37위) | 진이랑                                         | 김진                                           |                                                         |                                                  |
| Top48(40위) | 복덩이                                         | 임창민                                         |                                                         |                                                  |
| Top48(40위) | 최수호                                         | 최은찬                                         |                                                         |                                                  |
| Top48(42위) | 차수빈                                         | 이승우                                         |                                                         |                                                  |
| Top48(43위) | 공미란                                         | 공미란                                         |                                                         |                                                  |
| Top48(43위) | 김성범                                         | 김성범                                         |                                                         |                                                  |
| Top48(45위) | 손세운                                         | 손세운                                         |                                                         |                                                  |
| Top48(46위) | 서건후                                         | 서건후                                         |                                                         |                                                  |
| Top48(46위) | 前수아, 前수현                                 | 유수현                                         | CMG초록별, 前하이스타, 前플레이뮤직, 前N.A.P., 前브로스 | 미니마니, 前왈와리, 前플래쉬, 前메이퀸, 前딜라잇 |
| Top48(46위) | 허공                                           | 허공                                           | 공감, 前SJS                                             |                                                  |
| Top87       | 강재수                                         | 강재수                                         | 티에스엠                                                |                                                  |
| Top87       | 前연분홍                                       | 곽지은                                         | 하랑                                                    |                                                  |
| Top87       | 권민산                                         | 권민산                                         | SC                                                      |                                                  |
| Top87       | (황)기동                                       | 황기영                                         | 드림비                                                  | 옥탑방 작업실                                    |
| Top87       | 김대성                                         | 김대성                                         |                                                         |                                                  |
| Top87       | 민영, 前이나                                   | 김민영                                         | 워너뮤직그룹, 前브레이브, 前페이스                      | 브브걸, 前브레이브걸스, 前지지베스트, 前하비티   |
| Top87       | 김범준                                         | 김범준                                         | FM                                                      |                                                  |
| Top87       | 김성훈                                         | 김성훈                                         |                                                         |                                                  |
| Top87       | 김소연                                         | 김소연                                         |                                                         |                                                  |
| Top87       | 김재혁                                         | 김재혁                                         | 드림오브베스트                                          |                                                  |
| Top87       | 김전훈                                         | 김전훈                                         |                                                         |                                                  |
| Top87       | 김지훈                                         | 김지훈                                         |                                                         |                                                  |
| Top87       | 김태현                                         | 김태현                                         |                                                         |                                                  |
| Top87       | 노길용                                         | 노길용                                         |                                                         |                                                  |
| Top87       | 로미나                                         | 로미나 알렉산드라 폴리누스                     | 아랑                                                    |                                                  |
| Top87       | 문재영                                         | 문재영                                         |                                                         |                                                  |
| Top87       | 미기                                           | 류재연                                         | BE                                                      |                                                  |
| Top87       | 박규리                                         | 박규리                                         |                                                         |                                                  |
| Top87       | 문원, 前기련                                   | 박상문                                         |                                                         |                                                  |
| Top87       | 前베리                                         | 배우림                                         | 前레인보우                                              | 임팩트, 前리치걸                                 |
| Top87       | 백고은                                         | 백고은                                         |                                                         |                                                  |
| Top87       | 이형호, 진승호, 김주찬, 김현정, 김태형, 김세영 | 이형호, 진승호, 김주찬, 김현정, 김태형, 김세영 |                                                         | 뽕스                                             |
| Top87       | 서은진                                         | 서은진                                         |                                                         |                                                  |
| Top87       | 성은, 前유리                                   | 박성은                                         | 前바나나컬쳐                                            |                                                  |
| Top87       | 소유찬                                         | 소순용                                         | 명                                                      |                                                  |
| Top87       | 송필근                                         | 송필근                                         | JGC                                                     | 렛잇비                                           |
| Top87       | 시라성                                         | 시라성                                         |                                                         |                                                  |
| Top87       | 진주                                           | 신진주                                         | 크레이지사운드                                          |                                                  |
| Top87       | 염경관                                         | 염경관                                         |                                                         |                                                  |
| Top87       | 이승아                                         | 이승아                                         |                                                         |                                                  |
| Top87       | 이용주                                         | 이용주                                         |                                                         |                                                  |
| Top87       | 前정한                                         | 장정한                                         | KMG                                                     |                                                  |
| Top87       | 장혜리                                         | 이지인                                         | 빅대디, 前HMI, 前드림티                                 | 前걸스데이, 前비밥                               |
| Top87       | 전은진                                         | 전은진                                         | 오드아이앤씨                                            | 前허밍J                                          |
| Top87       | 정성우                                         | 정성우                                         |                                                         | 어반NJ                                           |
| Top87       | 조엘, 前제이                                   | Joel Jay Lane                                  | 이미지나인컴즈, 前신후                                  | 前BTL                                            |
| Top87       | 前정훈                                         | 최정훈                                         | 그루벤터, 前케이엔                                      | 퍼스트, 페임어스, 아시즈비                       |
| Top87       | 해수                                           | 김아라                                         |                                                         | 前영텐                                           |
| Top87       | 황선아                                         | 황선아                                         | 씨앤아이                                                |                                                  |

## 시청률
최저 시청률과 최고 시청률은 시청률 조사회사와 지역별로 시청률에 차이가 있을 수 있습니다.
| 회차 | 방영일           | 시청률 |
| ---- | ---------------- | ------ |
| 1회  | 2020년 12월 5일  | 12.3%  |
| 1회  | 2020년 12월 5일  | 16.5%  |
| 2회  | 2020년 12월 12일 | 11.3%  |
| 2회  | 2020년 12월 12일 | 11.5%  |
| 3회  | 2020년 12월 19일 | 11.6%  |
| 3회  | 2020년 12월 19일 | 12.4%  |
| 4회  | 2020년 12월 26일 | 13.1%  |
| 4회  | 2020년 12월 26일 | 13.6%  |
| 5회  | 2021년 1월 2일   | 11.3%  |
| 5회  | 2021년 1월 2일   | 12.9%  |
| 6회  | 2021년 1월 9일   | 12.4%  |
| 6회  | 2021년 1월 9일   | 15.6%  |
| 7회  | 2021년 1월 16일  | 12.7%  |
| 7회  | 2021년 1월 16일  | 12.9%  |
| 8회  | 2021년 1월 23일  | 11.9%  |
| 8회  | 2021년 1월 23일  | 14.1%  |
| 9회  | 2021년 1월 30일  | 13.7%  |
| 9회  | 2021년 1월 30일  | 14.1%  |
| 10회 | 2021년 2월 6일   | 13.6%  |
| 10회 | 2021년 2월 6일   | 14.0%  |
| 11회 | 2021년 2월 13일  | 12.8%  |
| 11회 | 2021년 2월 13일  | 18.2%  |
| 12회 | 2021년 2월 20일  | 15.4%  |
| 12회 | 2021년 2월 20일  | 16.4%  |
| 12회 | 2021년 2월 20일  | 19.0%  |

## 컴필레이션 (옴니버스) 앨범
- 기획사 : 포켓돌 스튜디오
- 유통사 : ㈜ 카카오 M
- 스타일 : 트로트
- 편곡 : 장지원

| 발매일           | 앨범 제목                 | 곡명, 팀명(아티스트) |
| ---------------- | ------------------------- | --- |
| 2020년 12월 12일 | 《트롯 전국체전 PART.1》  | 1. <가라지>, 진해성 2. <얄미운 사람>, 윤서령 3. <상사화>, 완이화 4. <사랑이 이런 건가요>, 한강 5. <밤열차>, 마이진 6. <돌고 돌아가는 길>, 반가희 7. <서울탱고>, 박예슬 8. <님의 등불>, 최은찬 9. <너무합니다>, 이시현 10. <나무꾼>, 허공 11. <고맙소>, 김산하 12. <사랑의 트위스트>, 미카차발라 & 갓스파워 |
| 2020년 12월 13일 | 《트롯 전국체전 PART.2》  | 1. <눈동자>, 재하(JAE HA) 2. <남자는 배 여자는 항구>, 신미래 3. <날 버린 남자>, 공훈 4. <수은등>, 설하윤 5. <눈물 젖은 두만강>, 김윤길 6. <시치미>, 공서율 7. <옥경이>, 고라니 8. <회룡포>, 최향 9. <칠갑산>, 김용빈 10. <약속>, 이송연 (권리사 요청으로 재생불가) |
| 2020년 12월 20일 | 《트롯 전국체전 PART.3》  | 1. <봉선화 연정>, 신승태(씽씽) 2. <상사화>, 차수빈 3. <자갈치 아지매>, 김성범 4. <오늘이 젊은 날>, 오유진 5. <청춘을 돌려다오>, 민수현 6. <아부지>, 장현욱 7. <물레야>, 이소나 8. <잠자는 공주>, 박현호 |
| 2020년 12월 27일 | 《트롯 전국체전 PART.4》  | 1. <아침의 나라에서>, F4(마이진, 한강, 임창민,최은찬) 2. <오늘밤에>+<카스바의 여인>, 서울 클라쓰(차수빈, 설하윤) 3. <몰래한 사랑>, 탐라걸스(강승연,공서율, 최향) 4. <열애>, 멘도롱보이스(고강민, 주미성, 정주형) 5. <태클을 걸지마>, 경상 아가씨(김성범,공미란, 오유진) 6. <꽃을 든 남자>, 경상 싸나이(진해성, 김용빈,손세운) 7. <노란 셔츠의 사나이>, 오마이갓김치(이시현, 미카차발라&갓스파워, 권민정) 8. <애모>, 보쌈(재하, 김윤길,완이화                        |
| 2021년 1월 3일   | 《트롯 전국체전 PART.5》  | 1. <훨훨훨>, 지명수배(장현욱,박현호,고라니) 2. <인연>, 곰 세 마리(허공,서건후,유수현) 3. <울엄마>, 충청걸스(윤서령,이송연, 김산하) 4. <남자다잉>, 포유(민수현, 이상호&이상민, 염동언) 5. <강원도 아리랑>, 천연조미료(공훈, 신미래, 이소나,황홍비) 6. <사랑의 트위스트>, MSG(알파벳, 박예슬) 7. <자존심>, 여걸 쓰리(반가희,정우연,진이랑) 8. <왜 돌아보오>, 꺾어브라더스(정다한,신승태,김희)                                                                         |
| 2021년 1월 10일  | 《트롯 전국체전 PART.6》  | 1. <신 사랑고개>, 오유진 2. <비련>, 신승태(씽씽) 3. <꽃마차>, 신미래 4. <아담과 이브처럼>, 한강 5. <우리 어머니>, 최향 6. <누구없소>, 이시현 |
| 2021년 1월 17일  | 《트롯 전국체전 PART.7》  | 1. <어매>, 김산하 2. <누가울어>, 진해성 3. <립스틱 짙게 바르고>, 재하(JAE HA) 4. <연락선>, 민수현 5. <개여울>, 박예슬 6. <날개>, 반가희 7. <홀로 아리랑>, 이송연 8. <파트너>, 이상호&이상민 9. <불꽃처럼>, 정주형 |
| 2021년 1월 31일  | 《트롯 전국체전 PART.8》  | 1. <비 내리는 고모령>, 트깨비(진해성&신승태) 2. <일편단심 민들레야>, 금강산(한강&김산하) 3. <꿈속의 사랑>, 미래로 가는 길(김윤길&신미래) 4. <봄날은 간다>, 서글픈 사이(설하윤&재하) 5. <용두산 엘레지>, 민트향(최향&민수현) 6. <사랑의 밧줄>, 트둥이(이송연&오유진) 7. <찔레꽃>, 희용희용(김희&김용빈) 8. <잡초>, 금방울 자매(이시현 & 박예슬) 9. <10분내로>, 매력이 주령주령(윤서령&정주형) 10. <님>, 상상+(장현욱&반가희) 11. <동반자>, 식스센스(상호상민&알파벳) |
| 2021년 2월 7일   | 《트롯 전국체전 PART.9》  | 1. <안 돼요 안 돼>, 재하 2. <골목길>, 신승태 3. <사랑은 차가운 유혹>, 한강 4. <오빠는 풍각쟁이>, 신미래 5. <빗물>, 오유진 6. <얼쑤>, 최향 7. <천상재회>, 정주형 8. <네 박자>, 박예슬 9. <열두줄>, 민수현 10. <곡예사의 첫사랑>, 반가희 11. <제비처럼>, 김윤길 12. <동전인생>, 이상호 & 이상민 |
| 2021년 2월 14일  | 《트롯 전국체전 PART.10》 | 1. <미운 사랑>, 한강 2. <안동역에서>, 신승태 3. <무정 부르스>, 재하 4. <한 많은 대동강>, 진해성 5. <사랑님>, 오유진 6. <사랑밖엔 난 몰라>, 최향 7. <물새 우는 강 언덕>, 김용빈 8. <사랑 반 눈물 반>, 이상호 & 이상민 9. <고장 난 벽시계>, 신미래 10. <대전 부르스>, 민수현 11. <나 같은 건 없는 건가요>, 정주형 12. <돌아와요 부산항에>, 반가희 13. <첫차>, 박예슬 14. <싫다 싫어>, 김윤길                                                                          |
| 2021년 2월 21일  | 《트롯 전국체전 FINAL》   | 1. <바람고개>, 진해성 2. <휘경동 부르스>, 신승태 3. <술 한 잔>, 한강 4. <순천만 연가>, 재하 5. <삼남아리랑>, 김용빈 6. <오동도 동백꽃처럼>, 최향 7. <날 보러와요>, 오유진 8. <간 보는 거냐>, 이상호 & 이상민 9. <공>, 진해성 10. <간대요 글쎄>, 신승태 11. <빈 잔>, 한강 12. <애수>, 재하 13. <내 삶의 이유 있음은>, 김용빈 14. <삼백 리 한려수도>, 최향 15. <정말 좋았네>, 오유진 16. <뿐이고>, 이상호 & 이상민                                                    |

## 가온 뮤직차트 - BGM차트(주간)
| 년도   | 주차   | 구분   | 순위 | 곡명                 | 아티스트                              | 앨범                      |
| ------ | ------ | ------ | ---- | -------------------- | ------------------------------------- | ------------------------- |
| 2021년 | 8주차  | (종합) | 23위 | <무정 부르스>        | 재하                                  | 《트롯 전국체전 PART.10》 |
| 2021년 | 8주차  | (종합) | 50위 | <미운 사랑>          | 한강                                  | 《트롯 전국체전 PART.10》 |
| 2021년 | 8주차  | (종합) | 57위 | <사랑님>             | 오유진                                | 《트롯 전국체전 PART.10》 |
| 2021년 | 8주차  | (종합) | 93위 | <물새 우는 강 언덕>  | 김용빈                                | 《트롯 전국체전 PART.10》 |
| 2021년 | 8주차  | (종합) | 95위 | <사랑밖엔 난 몰라>   | 최향                                  | 《트롯 전국체전 PART.10》 |
| 2021년 | 7주차  | (종합) | 26위 | <안 돼요 안 돼>      | 재하                                  | 《트롯 전국체전 PART.9》  |
| 2021년 | 7주차  | (종합) | 31위 | <오빠는 풍각쟁이>    | 신미래                                | 《트롯 전국체전 PART.9》  |
| 2021년 | 7주차  | (종합) | 96위 | <골목길>             | 신승태                                | 《트롯 전국체전 PART.9》  |
| 2021년 | 6주차  | (종합) | 55위 | <꿈속의 사랑>        | 미래로 가는 길(김윤길&신미래)         | 《트롯 전국체전 PART.8》  |
| 2021년 | 6주차  | (종합) | 59위 | <꽃마차>             | 신미래                                | 《트롯 전국체전 PART.6》  |
| 2021년 | 6주차  | (종합) | 97위 | <비 내리는 고모령>   | 트깨비(진해성&신승태)                 | 《트롯 전국체전 PART.8》  |
| 2021년 | 4주차  | (종합) | 30위 | <불꽃처럼>           | 정주형                                | 《트롯 전국체전 PART.7》  |
| 2021년 | 4주차  | (종합) | 33위 | <립스틱 짙게 바르고> | 재하                                  | 《트롯 전국체전 PART.7》  |
| 2021년 | 4주차  | (종합) | 35위 | <어매>               | 김산하                                | 《트롯 전국체전 PART.7》  |
| 2021년 | 4주차  | (종합) | 96위 | <누가울어>           | 진해성                                | 《트롯 전국체전 PART.7》  |
| 2021년 | 3주차  | (종합) | 20위 | <우리 어머니>        | 최향                                  | 《트롯 전국체전 PART.6》  |
| 2021년 | 3주차  | (종합) | 31위 | <신 사랑고개>        | 오유진                                | 《트롯 전국체전 PART.6》  |
| 2021년 | 3주차  | (종합) | 42위 | <꽃마차>             | 신미래                                | 《트롯 전국체전 PART.6》  |
| 2021년 | 3주차  | (종합) | 52위 | <아담과 이브처럼>    | 한강                                  | 《트롯 전국체전 PART.6》  |
| 2021년 | 3주차  | (종합) | 66위 | <회룡포>             | 최향                                  | 《트롯 전국체전 PART.2》  |
| 2021년 | 2주차  | (종합) | 39위 | <울엄마>             | 충청걸스 (윤서령, 이송연, 김산하)     | 《트롯 전국체전 PART.5》  |
| 2021년 | 2주차  | (종합) | 70위 | <열애>               | 멘도롱보이스 (고강민, 주미성, 정주형) | 《트롯 전국체전 PART.4》  |
| 2021년 | 1주차  | (종합) | 18위 | <열애>               | 멘도롱보이스 (고강민, 주미성, 정주형) | 《트롯 전국체전 PART.4》  |
| 2021년 | 1주차  | (종합) | 54위 | <회룡포>             | 최향                                  | 《트롯 전국체전 PART.2》  |
| 2021년 | 1주차  | (종합) | 94위 | <오늘이 젊은 날>     | 오유진 (트로트)                       | 《트롯 전국체전 PART.3》  |
| 2020년 | 52주차 | (종합) | 65위 | <오늘이 젊은 날>     | 오유진 (트로트)                       | 《트롯 전국체전 PART.3》  |
| 2020년 | 51주차 | (종합) | 60위 | <회룡포>             | 최향                                  | 《트롯 전국체전 PART.2》  |
| 2020년 | 51주차 | (종합) | 72위 | <가라지>             | 진해성                                | 《트롯 전국체전 PART.1》  |

## 결방 사유 및 편성 변경

### 2021년
- 2월 12일 : 설 특집 트롯 전국 대잔치 방송
- 2월 13일 : 밤 9시 15분으로 편성 변경 및 확대 편성

## 같이 보기
- 오디션
- 트로트

## 동일 소재 프로그램
서바이벌 오디션
- 슈퍼스타K 시리즈 (Mnet)
- 스타 오디션 위대한 탄생 시리즈 (MBC 예능본부 제작)
- K팝스타 시리즈 (SBS 예능본부 제작)
- Show Me The Money 시리즈 (Mnet)
- 슈퍼스타 서바이벌 (2006, SBS 예능본부 제작)
- PRODUCE 101 (2016, Mnet)
- PRODUCE 101 시즌 2 (2017, Mnet)
- PRODUCE 48 (2018, Mnet)
- PRODUCE X 101 (2019, Mnet)
- 소년24 (2016, Mnet)
- 아이돌학교 (2017, Mnet)
- 아이돌 리부팅 프로젝트 더 유닛 (2017, KBS 예능본부 제작)
- 믹스나인 (2017, JTBC)
- 언더나인틴 (2018, MBC 예능본부 제작)
- 슈퍼밴드 (2019, JTBC)
- 보이스퀸 (2019, MBN)
- 내일은 미스트롯 (2019, TV조선 예능본부 제작)
- 내일은 미스트롯 2 (2020, TV조선 예능본부 제작)
- 내일은 미스터트롯 (2020, TV조선 예능본부 제작)
- 트롯신이 떴다 (2020, SBS 예능본부 제작)
- 트로트퀸 (2020, MBN)
- I-LAND (2020, Mnet)
- 트로트의 민족 (2020, MBC 예능본부 제작)
- 보이스킹 (2021, MBN)
- LOUD (2021, SBS 예능본부 제작)

트로트 소재 예능
- 트로트 엑스 (2014, Mnet)
- 나는 트로트 가수다 (2020, MBC 에브리원)
- 트롯신이 떴다 (2020, SBS 예능본부 제작)
- 보이스 트롯 (2020, MBN)